# 雷杰普·奇夫特奇
雷杰普·奇夫特奇（土耳其語：Recep Çiftçi，1995年3月30日—），土耳其男子柔道运动员。他曾代表土耳其参加2020年夏季残疾人奥林匹克运动会柔道比赛，获得男子60公斤级铜牌。